# Премія Астрід Ліндґрен
Пре́мія Астрід Лі́ндґрен (швед. Astrid Lindgren-priset) — шведська літературна нагорода від видавництва «Рабен і Шеґрен» (швед. Rabén & Sjögren), у якому друкувала свої твори й працювала редактором сама Астрід Ліндґрен. Засновану в 1967-му премію щороку 14 листопада, в день народження Астрід Ліндґрен, присуджують шведськомовним літераторам, що пишуть для дітей і молоді, «за гідну винагороди творчість у галузі літератури для дітей і юнацтва». Грошовий еквівалент становить 50 000 шведських крон. Журі складається з представників від видавництва і від Астрід Ліндґрен.

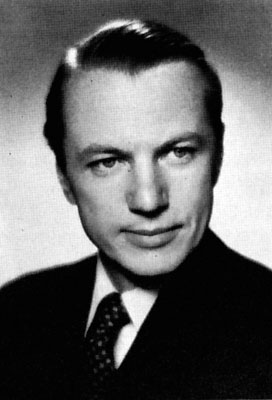
Оке Гольмберг, лауреат 1967 року

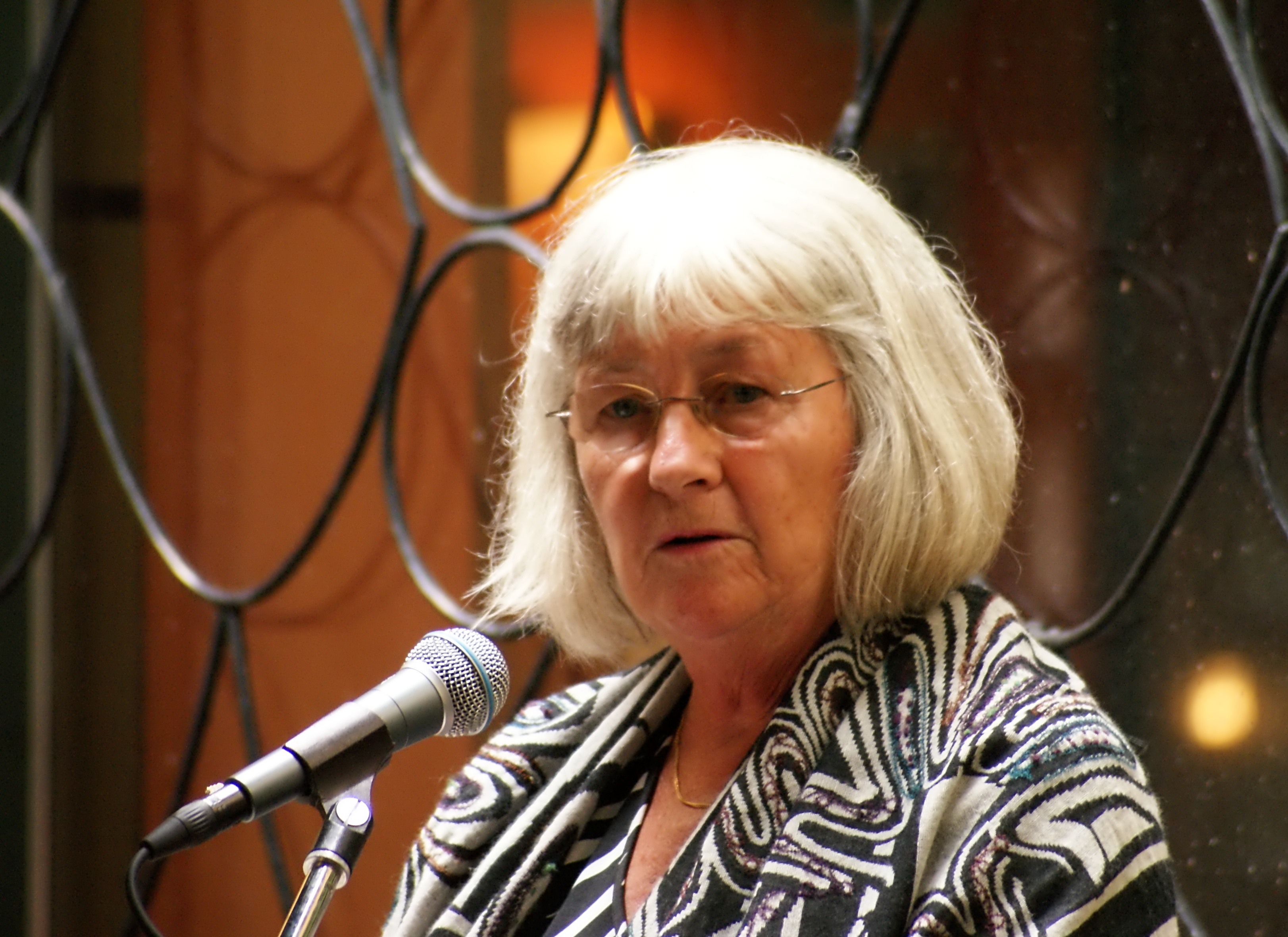
Барбру Ліндґрен, лауреатка 1973 року

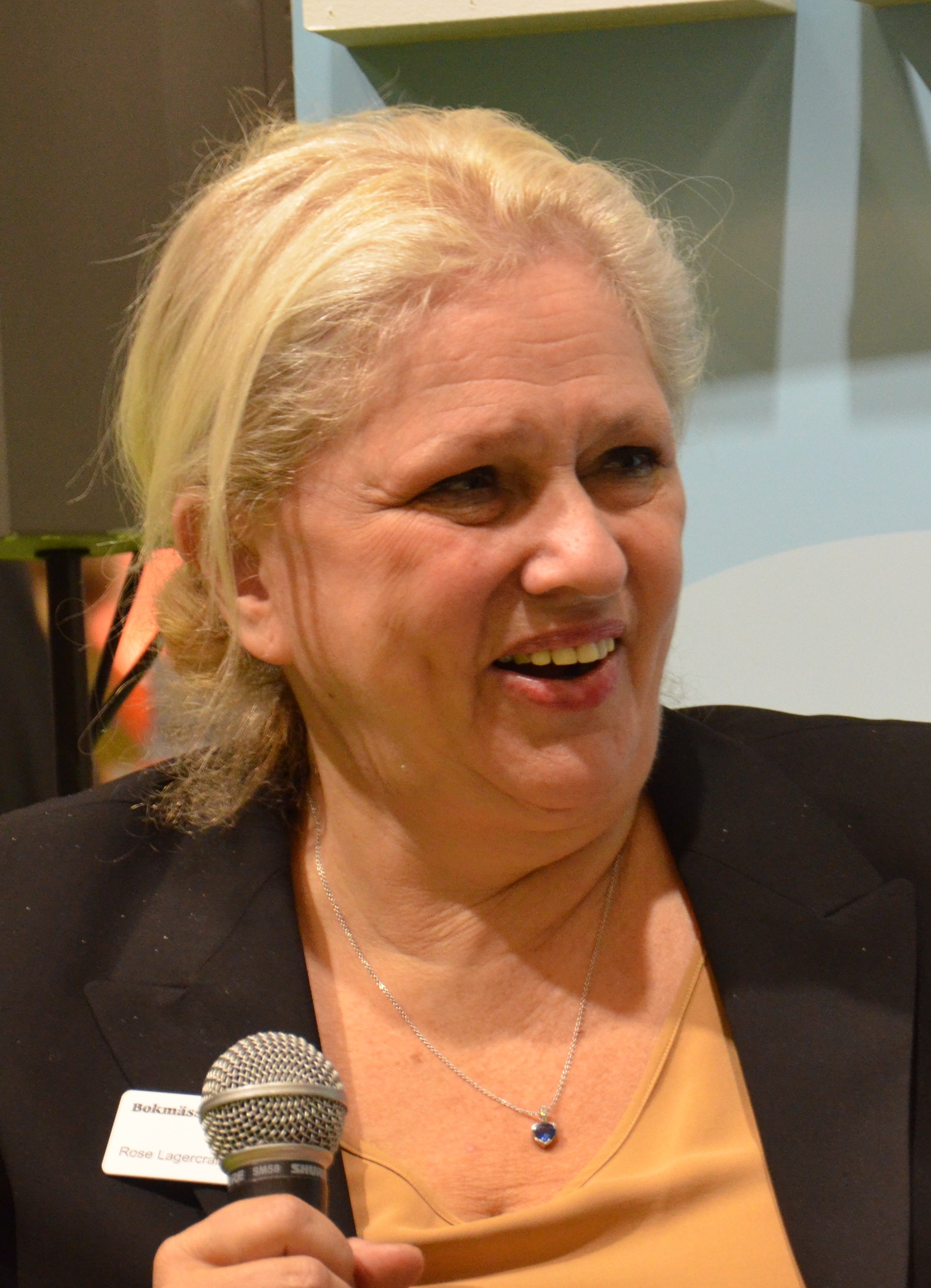
Русе Лаґеркранц, лауреатка 1979 року

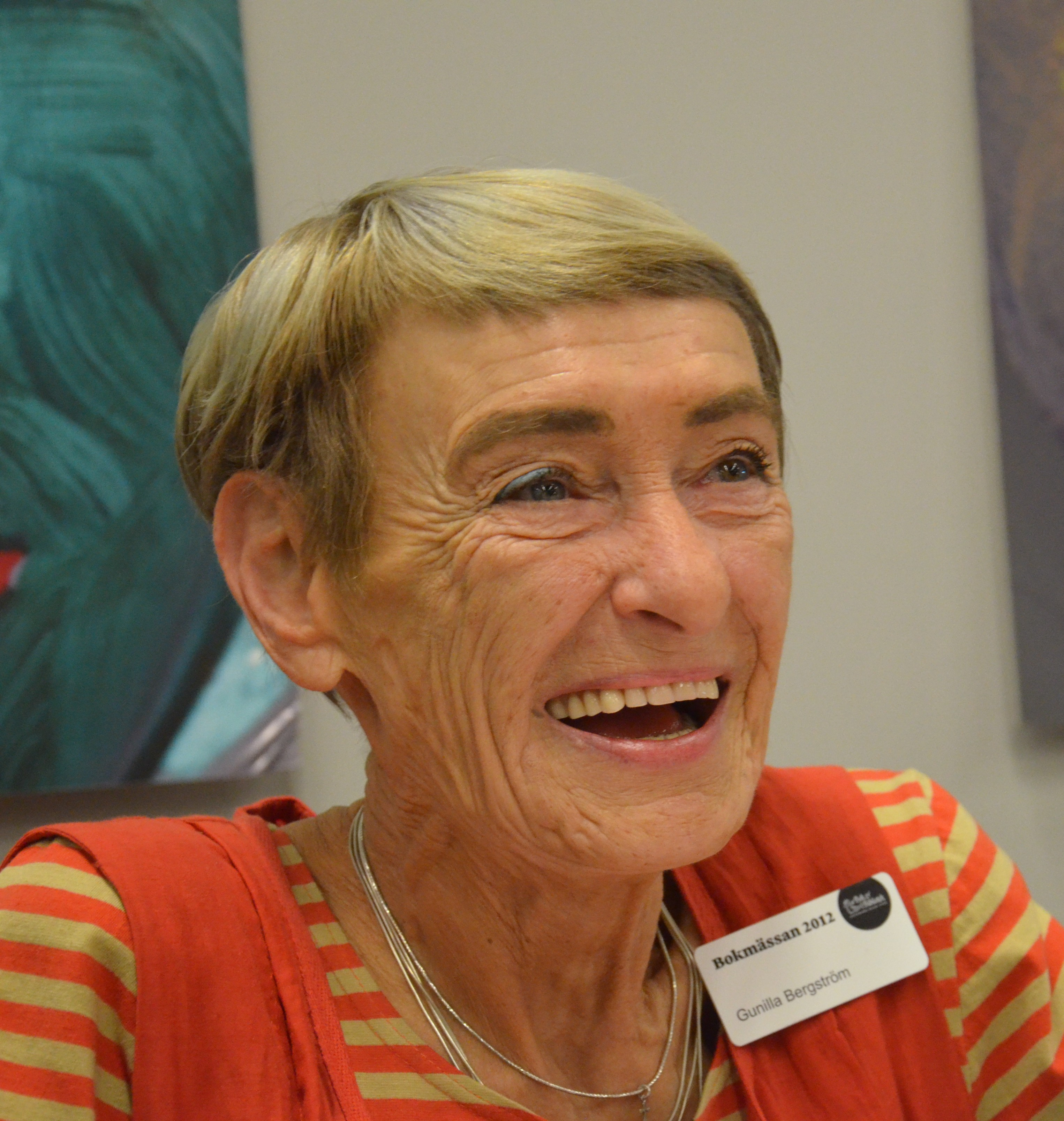
Ґунілла Бергстрем, лауреатка 1981 року

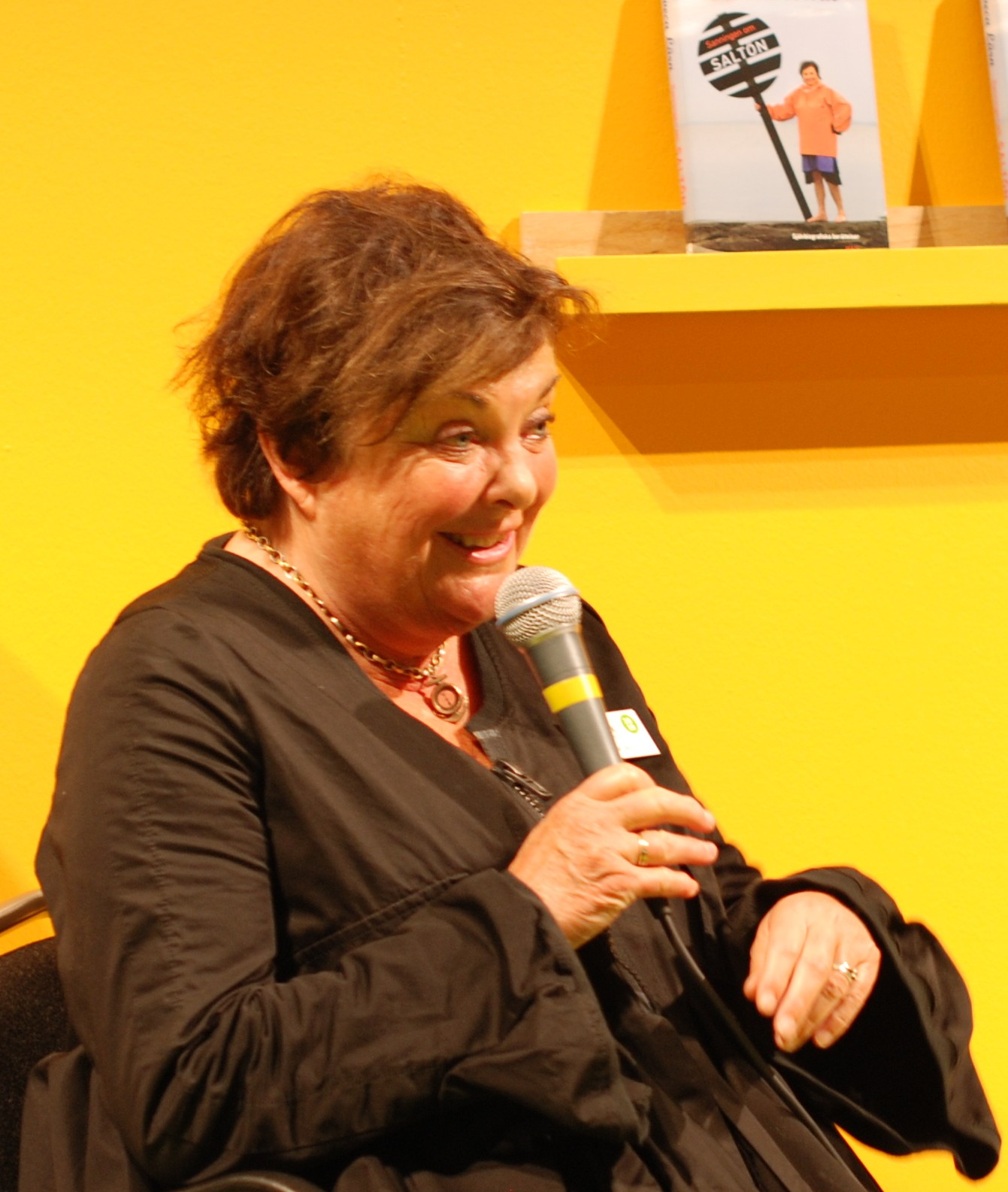
Вівека Сундвалл (Лерн), лауреатка 1985 року

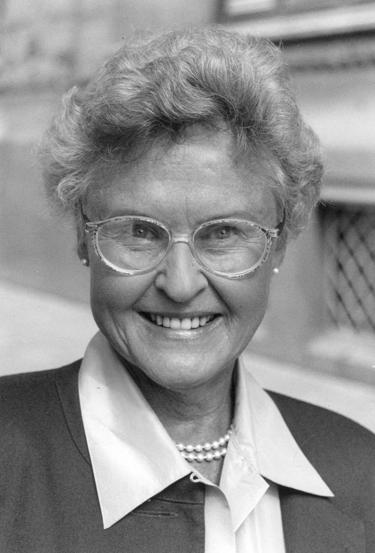
Май Бюлок, лауреатка 1990 року

## Лауреати
- 1967 — Оке Гольмберґ
- 1968 — Анн Марі Фальк
- 1969 — Гаррі Кулльман
- 1970 — Леннарт Гельсінг
- 1971 — Ганс Петерсон
- 1972 — Марія Ґріпе
- 1973 — Барбру Ліндґрен
- 1974 — Інґер Сандберг і Лассе Сандберг
- 1975 — Ганс-Ерік Гелльберг
- 1976 — Ірмелін Сандман Ліліус
- 1977 — Керстін Турвалл
- 1978 — Ґуннель Лінде
- 1979 — Русе Лаґеркранц
- 1980 — Мод Реутерсверд (посмертно)
- 1981 — Гунілла Бергстрем
- 1982 — Інґер Браттстрем
- 1983 — Сів Відерберг
- 1984 — Астрід Бергман-Суксдорфф
- 1985 — Вівека Сундвалл
- 1986 — Марґарета Стремстедт
- 1987 — Нан Інґер Естман
- 1988 — Лена Андерссон і Крістіна Б'єрк
- 1989 — Анніка Гольм
- 1990 — Май Бюлок
- 1991 — Макс Лундґрен
- 1992 — Свен Крістер Сван
- 1993 — Ульф Старк
- 1994 — Ева Вікандер
- 1995 — Петер Поль
- 1996 — Геннінґ Манкелль
- 1997 — Анна-Клар Тідгольм і Томас Тідгольм
- 1998 — Бу Р. Гольберг
- 1999 — Пер Нільссон
- 2000 — Анніка Тур
- 2001 — Єва Еріксон
- 2002 — Стефан Каста
- 2003 — Свен Нордквіст
- 2004 — Пернілла Стафельт
- 2005 — Юйя Вісландер
- 2006 — Ульф Нільссон
- 2007 — Гелена Естлунд[3]
- 2008 — Пія Лінденбаум
- 2009 — Улоф Ландстрем і Лена Ландстрем
- 2010 — Муні Нільссон
- 2011 — Ян Лееф
- 2012 — Катаріна Чірі
- 2013 — Катаріна фон Бредов
- 2014 — Фріда Нільссон[en]
- 2015 — Мортен Санден
- 2016 — Анна Геґлунд (швед. Anna Höglund)[4]
- 2017 — Єнні Єґерфельд (Jenny Jägerfeld)
- 2018 — Ліса Б'єрбу (Lisa Bjärbo)
- 2019 — Керстін Лундберґ Ган (Kerstin Lundberg Hahn)
- 2020 — Якоб Веґеліус (Jakob Wegelius)
- 2021 — Ілва Карлссон (Ylva Karlsson)
- 2022 — Мортен Мелін (Mårten Melin)

## Лінки
- Премії Шведської академії
- Сайт astridlindgren.se. Про нагородження Катаріни Чірі